# Межирич (Запорожская область)
Межи́рич (укр. Межиріч) — село,
Новосёловский сельский совет,
Пологовский район,
Запорожская область,
Украина.
Код КОАТУУ — 2324283502. Население по переписи 2001 года составляло 44 человека.

## Географическое положение
Село Межирич находится на правом берегу реки Гайчур,
ниже по течению на расстоянии в 0,5 км расположено село Степановка (Гуляйпольский район),
на противоположном берегу — село Новосёловка.

## История
- 1880 год — дата основания.